# Аттестат зрелости

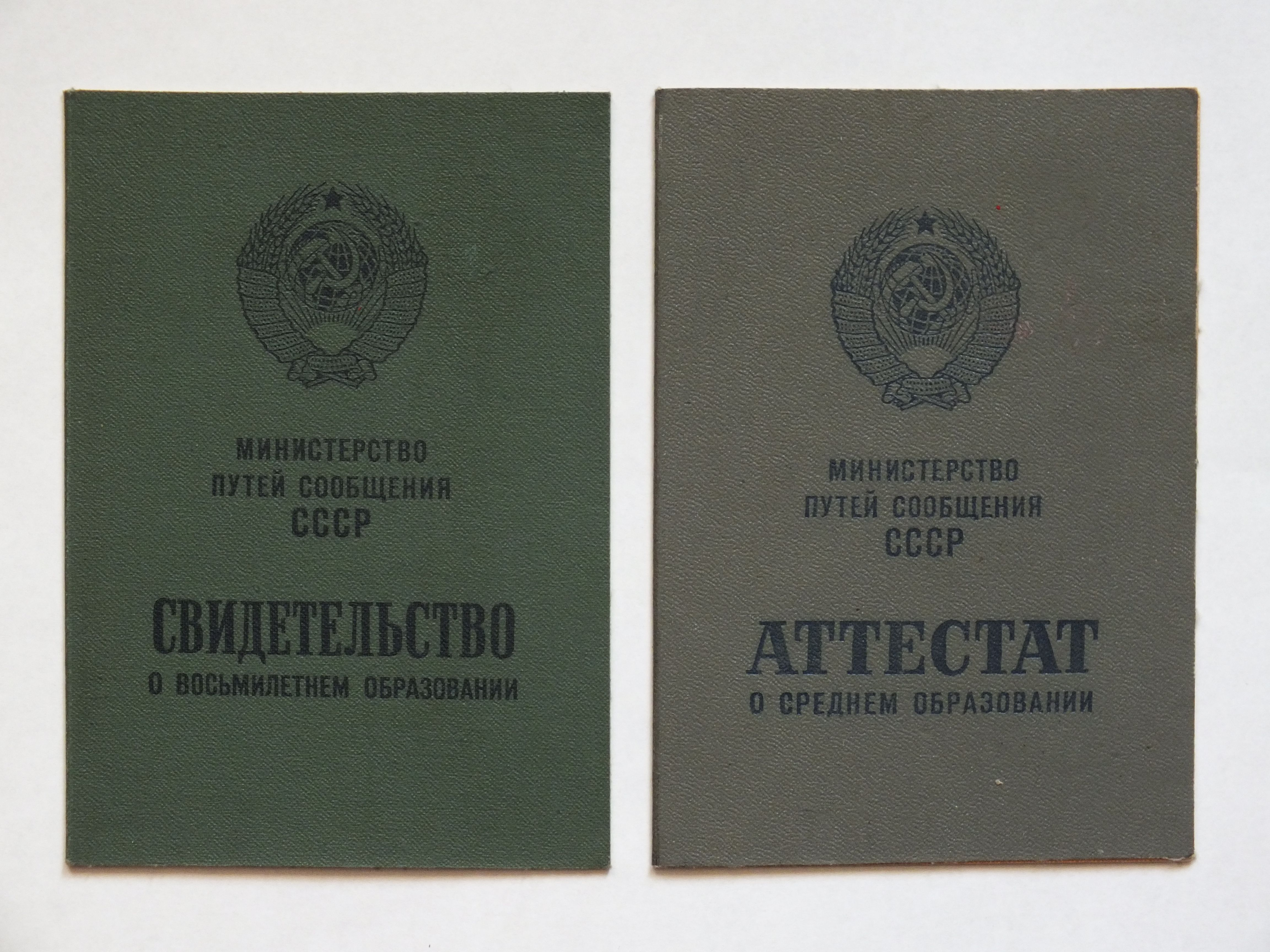
Свидетельство о восьмилетнем образовании и аттестат о среднем образовании, конец 1970-х гг.
В СССР существовали ведомственные школы, подчинявшиеся не Министерству просвещения СССР, а Министерству путей сообщения СССР. Программа обучения различий не имела

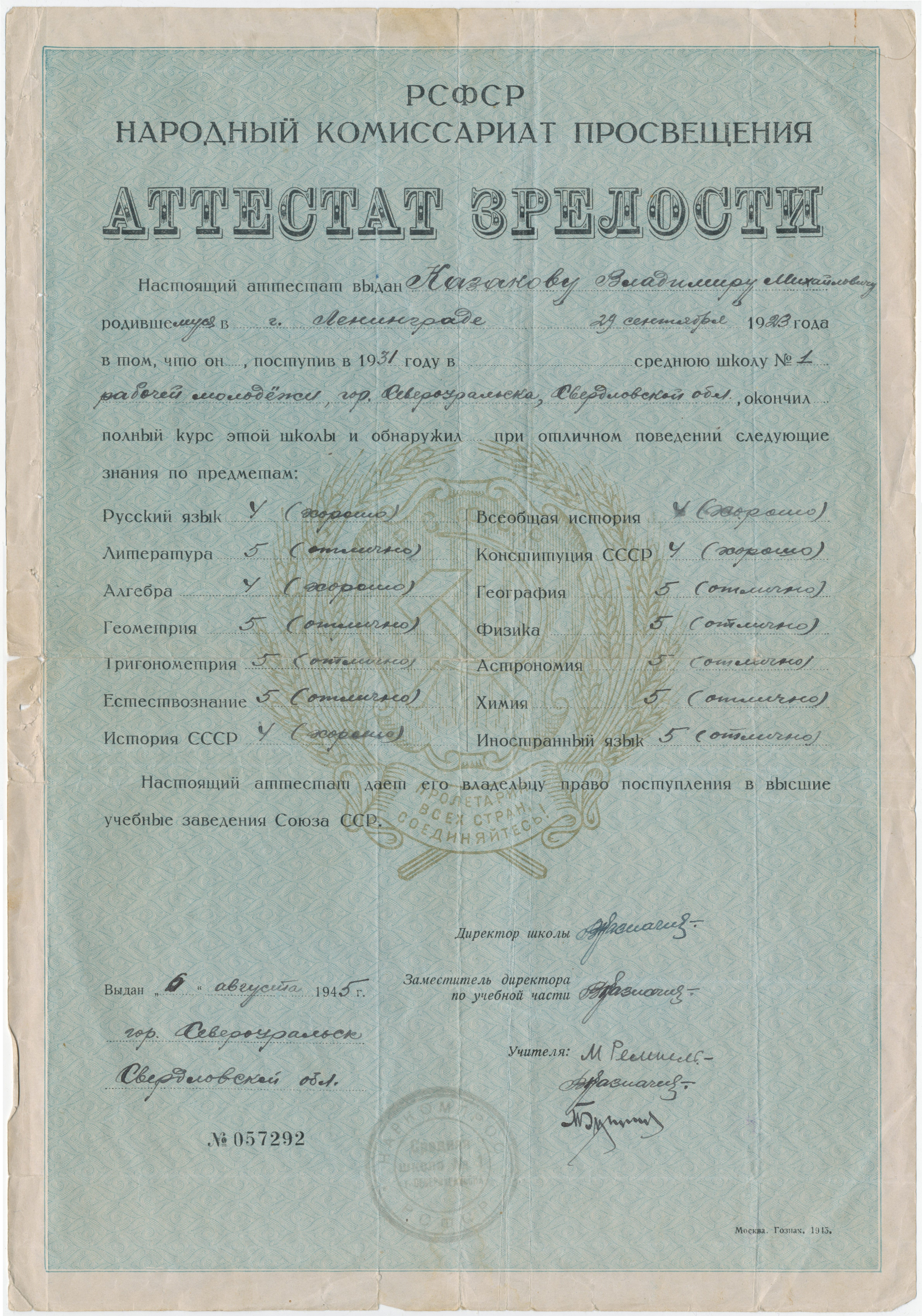
Аттестат зрелости, выдан в 1945 г.

Аттестат зрелости или аттестат о среднем образовании, или аттестат о среднем (полном) общем образовании — документ, удостоверяющий получение среднего школьного образования во многих странах Европы (Россия, Беларусь, Австрия, Болгария, Швейцария, Лихтенштейн, Венгрия, Германия, Грузия, Чехия, Словакия, Словения, Хорватия, Босния и Герцеговина, Сербия, Польша и некоторые другие).

## История
В XVIII веке университеты определяли сами, кого допускать к учёбе. В 1788 году в Пруссии государство стало регулировать доступ «Абитурным регламентом» (Abiturreglement), который был издан министром культуры Карлом Абрахамом фон Цедлицем и защищён от сопротивления церкви. Основу этому регламенту положил Карл Людвиг Бауэр, который в 1776 году ввёл в лицее Хиршфельда особый экзамен, в котором выпускники школы были проверены на зрелость к поступлению в высшее учебное заведение.

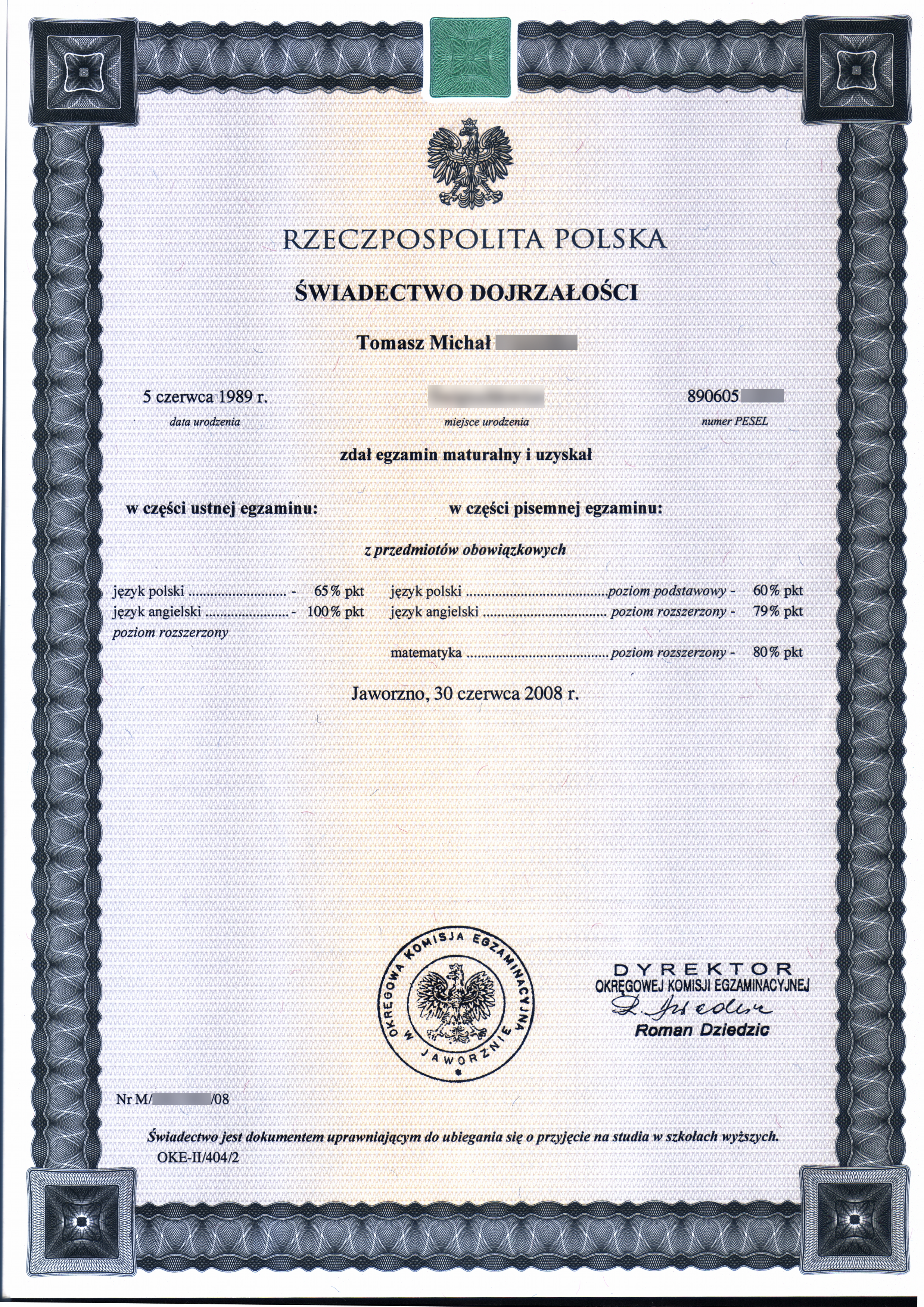
Аттестат зрелости в Польше

Вильгельм фон Гумбольдт и Йоханн Вильгельм Сюверн стремились к единому обязательному экзамену для получения аттестата зрелости директивой 1812 года. Этот экзамен включал латынь, древнегреческий, французский и немецкий языки, математику, исторические предметы и историю природы. До 1834 года в Пруссии можно было обходить абитур вступительным экзаменом в вузе. Эту возможность использовали, прежде всего, студенты из богатых семей. 25 июня 1834 года прусский король Фридрих Вильгельм III утвердил регламент об экзамене для переходящих из школы в университеты. Смыслом этого экзамена стало определение того, «достиг ли абитуриент уровня школьного образования, который необходим для успешного изучения особого научного предмета».

В Российской империи аттестаты по окончании гимназии, по-видимому, стали выдавать с 1837 года. В 1872 году такой документ стал называться аттестатом зрелости и выдавался до 1917 года. В РСФСР и в СССР до 1934 года документом об окончании средней школы было свидетельство, затем, с 1935 года по 1944 год — аттестат о среднем образовании. В 1944 году документу было возвращено дореволюционное название — аттестат зрелости. В национальных республиках он был двухсторонний. Первая страница на национальном языке с номером аттестата, а вторая дублировала первую на русском языке. С 1945 года в аттестатах зрелости золотых и серебряных медалистов отмечалось: «Настоящий аттестат, согласно § 4 Положения о золотой и серебряной медалях „За отличные успехи и примерное поведение“, утверждённого Советом Народных Комиссаров Союза ССР 30 мая 1945 года, даёт его владельцу право поступления в высшие учебные заведения Союза ССР без вступительных экзаменов».
С 1962 года аттестат зрелости вновь стал называться аттестатом о среднем образовании. В современной России документ об окончании средней школы до 2013 года назывался аттестатом о среднем (полном) общем образовании, с 2013 г. — аттестат о среднем общем образовании.
В 2020 году «Министерство просвещения РФ» предложило законопроект о маркировке школьных аттестатов QR-кодом.